# Roque Burella
Roque Germán Burella (Luján, Provincia de Buenos Aires, 24 de septiembre de 1970) exjugador de fútbol profesional argentino que jugaba en la demarcación de delantero. Entre sus actuaciones destacan haber jugado en Sudáfrica, España y Chile.

## Carrera
El delantero argentino jugó en Chile entre 1995 y 1996. En la primera temporada jugó en Provincial Osorno rematando con los 'lecheros' en el 11° lugar anotando siete goles. Mientras que en 1996 lamentablemente cayó al descenso con O'Higgins, no obstante fue el goleador del equipo con nueve goles. Tras ello, continuó su carrera en España.

## Clubes
| Club                           | País      | Año       |
| ------------------------------ | --------- | --------- |
| Club Luján                     | Argentina | 1991-1992 |
| Manning Rangers                | Sudáfrica | 1992-1993 |
| Leandro N. Alem (Bahía Blanca) | Argentina | 1993-1994 |
| Club Luján                     | Argentina | 1994-1995 |
| Provincial Osorno              | Chile     | 1995      |
| O'Higgins                      | Chile     | 1996      |
| Elche C. F.                    | España    | 1996-1997 |
| Deportivo Español              | Argentina | 1998      |
| Villa Mitre                    | Argentina | 1999-2000 |